# Passacaglia
Passacaglia (spanska, från passacalle promenera), var ursprungligen (från 1600-talet) en form av spansk gatumusik/folksång framförd till gitarrackompanjemang. Den förekommer numera i Portugal, Kuba och Argentina. Cirka 1640 blev Passacaglia en hovdans. 
En passacaglia som den används i konstmusik eller klassisk musik är ofta i tre fjärdedelstakt och kännetecknas av ett bastema eller basostinato som upprepas genom hela eller större delen av stycket. Ibland tas temat upp av de andra stämmorna i kanon eller som variationer.
Välkända passacaglior har skrivits av till exempel Johann Sebastian Bach, Dietrich Buxtehude, Händel, Johannes Brahms i fjärde symfonins final, Paul Hindemith i Das Maienleben, Benjamin Britten i Peter Grimes, Maurice Ravel i pianotrion, Arnold Schönberg i Pierrot Lunaire, Alban Berg i Wozzeck och Anton Webern i Passacaglia. 
Tema till en passacaglia av Dmitrij Sjostakovitj (preludium nr 12 i giss-moll ur 24 preludier och fugor, op. 87): 
Passacaglia är nästan identisk med chaconne. Det förekommer en diskussion om huruvida den ena börjar med upptakt och inte den andra. Man diskuterar också om det ena är en harmoniföljd och den andra en basmelodi.